# Операційні зони флоту

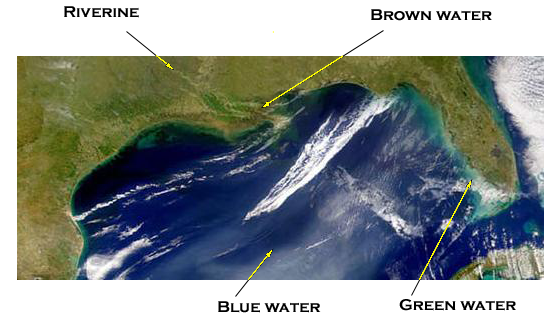
Візуалізація кольору вод у різних операційних зонах флоту на супутниковій фотографії Мексиканської затоки.

Операційні зони флоту часто розглядаються як три не точно визначених регіони: внутрішні води (англ. brown water — за кольором насиченої осадами води), ближнє море (англ. green water — за кольором прибережних вод), та відкрите море (англ. blue water — за кольором води на глибоководі). Складність розмежування цих зон виникають через те, що їх зовнішні межі визначаються не стільки географічними та гідрологічними умовами, скільки характеристиками озброєння та засобів виявлення потенційного противника військово-морських сил.

## Визначення
Межі операційних зон флоту важко точно визначити. Крім того вони визначалися по різному у різні періоди історії. Концепція військово-морських операцій США 2010 року визначає «відкрите море» («blue water»)  як «відкритий океан», «ближнє море» («green water») як «прибережні води, порти і гавані», а внутрішні води («brown water») як «судноплавні річки та їх гирла». Роберт Рубель з Коледжу ВМС США включає в у внутрішні води також затоки. Деякі американські військові коментатори розглядають як внутрішні води смугу у 100 морських миль (190 кілометрів) від берега.
Під час Холодної війни, як ближнє море розглядали ті райони океану та морів, у яких морським силам можуть загрожувати літаки наземного базування, а внутрішні води знаходилися у зоні ураження наземної артилерії. Розвиток дальніх бомбардувальників з протикорабельними ракетами перетворив переважну частину акваторії світового океану на «ближнє море» відповідно до такого визначення, тож термін перестав застосовуватись. Після закінчення Холодної війни, американські десантні з'єднання  іноді називали «флотом зеленого моря» на відмін від «блакитно-водних» авіаносних ударних з'єднань. Ця відмінність зникла, оскільки збільшення загроз ураження протикорабельними ракетами у прибережних водах змусила десантні кораблі знаходитись далі від берега, забезпечуючи загоризонтне десантування за допомогою вертольотів та конвертопланів. Це спонукало до розвитку кораблів, призначених для дій у водах, де вони можуть бути обстріляні протикорабельними ракетами з берегових установок — есмінці типу «Зумвальт» і бойові кораблі прибережної зони. Рубель запропонував розглядати як «ближнє море» ті акваторії, які надто небезпечні для знаходження там великих кораблів. У цих акваторіях мають діяти менші швидкохідні кораблі та катери, побудовані з використанням технології «стелс», а також підводні човни, які спроможні «вижити» у таких водах. За його схемою «внутрішніми водами»  будуть ті зони, де флот відкритого моря у принципі не може діяти, зокрема річки, мінні поля, протоки тощо.